# Likelike
Likelike, de son nom complet Miriam Likelike Kekāuluohi Keahelapalapa Kapili, née le 13 janvier 1851 et morte le 2 février 1887, est une princesse du royaume d'Hawaï et membre de la maison régnante de Kalākaua. Elle est née à Honolulu, sur l'île d'O'ahu. Les parents de Likelike sont Analea Keohokālole et Caesar Kapa'akea, et la famille est membre de la classe ali'i de la noblesse hawaïenne. Avant l'âge de six ans, elle grandit sur l'île d'Hawaï pour des raisons de santé. Likelike retourne ensuite à Honolulu, où elle est éduquée par des enseignants catholiques et congrégationalistes dans les écoles pour filles de la ville.
Elle épouse l'homme d'affaires écossais Archibald Scott Cleghorn en 1870 et est la mère de la princesse Ka'iulani, la dernière héritière du trône avant le renversement du royaume d'Hawaï en 1893. Likelike est la première maîtresse du domaine 'Āinahau, qui devient associée à sa fille. Elle est gouverneur de l'île d'Hawaï de 1879 à 1880 et est dans la ligne de succession au trône après sa sœur, Liliʻuokalani. Likelike meurt dans des circonstances mystérieuses en 1887, avec des rumeurs selon lesquelles elle aurait été mise à mort de manière malveillante. Elle et ses frères et sœurs sont reconnus par le Temple de la renommée de la musique hawaïenne sous le nom de Na Lani ʻEhā (Les Quatre Célestes) pour leur parrainage et leur enrichissement de la culture et de l'histoire musicales d'Hawaï.

## Biographie

### Jeunesse et famille
Likelike nait le 13 janvier 1851 à Honolulu sur l'île d'O'ahu, d'Analea Keohokālole et de Caesar Kapa'akea. Son nom complet est Miriam Likelike Kekāuluohi Keahelapalapa Kapili. Deux de ses homonymes sont Likelike (une ancienne cheffe hawaïenne et épouse de Kalanimoku) et Miriam Auhea Kekāuluohi, Kuhina Nui (Premier Ministre) et mère du roi Lunalilo,.
Ses parents sont des conseillers politiques du roi Kamehameha III et plus tard de son successeur, Kamehameha IV. La mère de Likelike est la fille de 'Aikanaka et Kama'eokalani, et son père est le fils de Kamanawa II (demi-frère de 'Aikanaka) et de Kamokuiki. Leur famille appartient à la classe ali'i de la noblesse hawaïenne et est des parents collatéraux de la maison régnante de Kamehameha, descendant de l'ali'i nui (monarque suprême) Keawe'īkekahiali'iokamoku du XVIIIe siècle. Likelike descend de Keaweaheulu et de Kameʻeiamoku, deux des cinq conseillers royaux de Kamehameha I lors de sa conquête du royaume hawaïen. Kameʻeiamoku, le grand-père de ses parents, est représenté avec son jumeau royal Kamanawa sur les armoiries hawaïennes.
Elle est la plus jeune fille et avant-dernier enfant d'une famille nombreuse, ses frères et sœurs biologiques sont James Kaliokalani, David Kalākaua, Lili'uokalani, Anna Ka'iulani, Ka'imina'auao et William Pitt Leleiohoku II. Ils sont hānai (adoptés) par d’autres membres de la famille. Comme Likelike n'est pas en bonne santé lorsqu'elle est enfant, elle est envoyée vivre dans le climat sec de Kona, sur l'île d'Hawaï. La nécrologie de 1892 du juge de la Cour suprême d'Hawaï, Lawrence McCully, indique qu'il est son professeur alors qu'il réside à Kona. Selon l'historien George Kanahele, elle grandit à Hilo : « On sait peu de choses sur ses premières années ».
L'identité des parents hānai de Likelike est inconnue. Selon l'historien Sammy Amalu, Likelike est élevée dans la maison de Peleuli (fille du grand chef Kalaʻimamahu, demi-frère de Kamehameha I) avec la petite-fille de Peleuli, Miriam Auhea Kekāuluohi Crowningburg, une cousine germaine du roi Lunalilo,. Selon la chroniqueuse Clarice Taylor, Likelike est élevée par sa mère puis prise en charge par la Reine Emma après sa mort.

### Éducation

Likelike vers 1868 ; photographie de Menzies Dickson

À six ans, Likelike retourne définitivement à Honolulu. Elle est d'abord éduquée au couvent et à l'école des Sacrés-Cœurs par les sœurs catholiques romaines de la Congrégation des Sacrés-Cœurs de Jésus et de Marie. Les sœurs arrivent à Hawaï en 1859 et créent des externats et des internats pour les filles hawaïennes à côté de la basilique-cathédrale de Notre-Dame de la Paix à Honolulu. Ces écoles sont les prédécesseurs de l'Académie des Sacrés-Cœurs de Kaimuki. Likelike continue son éducation avec la missionnaire congrégationaliste américaine Maria Ogden à la Makiki Family School, créée à Honolulu en 1860 avec le soutien du roi Kamehameha IV et de la reine Emma,. Sa dernière école est le Séminaire pour Filles de Kawaiahaʻo ; la professeure de Likelike est Lydia Bingham, fille de Hiram Bingham I (chef du premier groupe de missionnaires protestants américains à introduire le christianisme dans les îles hawaïennes),. Ses camarades de classe à Kawaiahaʻo comprennent Annie Palekaluhi Kaikioʻewa (sœur d'Edward Kamakau Lilikalani) et Lily Auld, également membres de la noblesse hawaïenne,.
Likelike est particulièrement proche de sa sœur aînée, Liliʻuokalani. Dans une lettre du 7 septembre 1865, Liliʻuokalani (qui épouse John Owen Dominis) informe Likelike de son éducation,:

« Comme je me sens seule sans toi. Tu me manques où que je sois - dans la maison - à l'extérieur des portes - dans mes balades - dans mes promenades. Tu me manques beaucoup - mais j'espère que lorsque tu auras appris tout ce qu'il y a à apprendre à l'école [...] je pourrai t'avoir à nouveau avec moi. »

### Fiançailles avec Albert Kūnuiākea
Likelike se fiance vers 1869 à Albert Kūnuiākea, fils illégitime du roi Kamehameha III et fils hānai de la reine douairière Kalama,. Des sources contemporaines indiquent : « Leurs fiançailles [étaient] très souhaitées par les personnes en position d'autorité ainsi que par les autres chefs ». Lors de la visite d'Alfred, duc d'Édimbourg à bord du HMS Galatea en 1869, la sœur de Likelike, Liliʻuokalani, divertit le prince britannique avec un lūʻau hawaïen traditionnel dans sa résidence Waikiki de Hamohamo. Likelike accompagne la reine douairière Kalama et Kūnuiākea dans un carrosse d'État d'Honolulu à Waikiki à l'occasion des festivités. Le couple a rompu les fiançailles peu de temps après, pour des raisons non précisées. Kūnuiākea a épousé Mary Lonokahikini, veuve du révérend Z. Poli, en 1878,.

### Mariage avec Archibald Scott Cleghorn

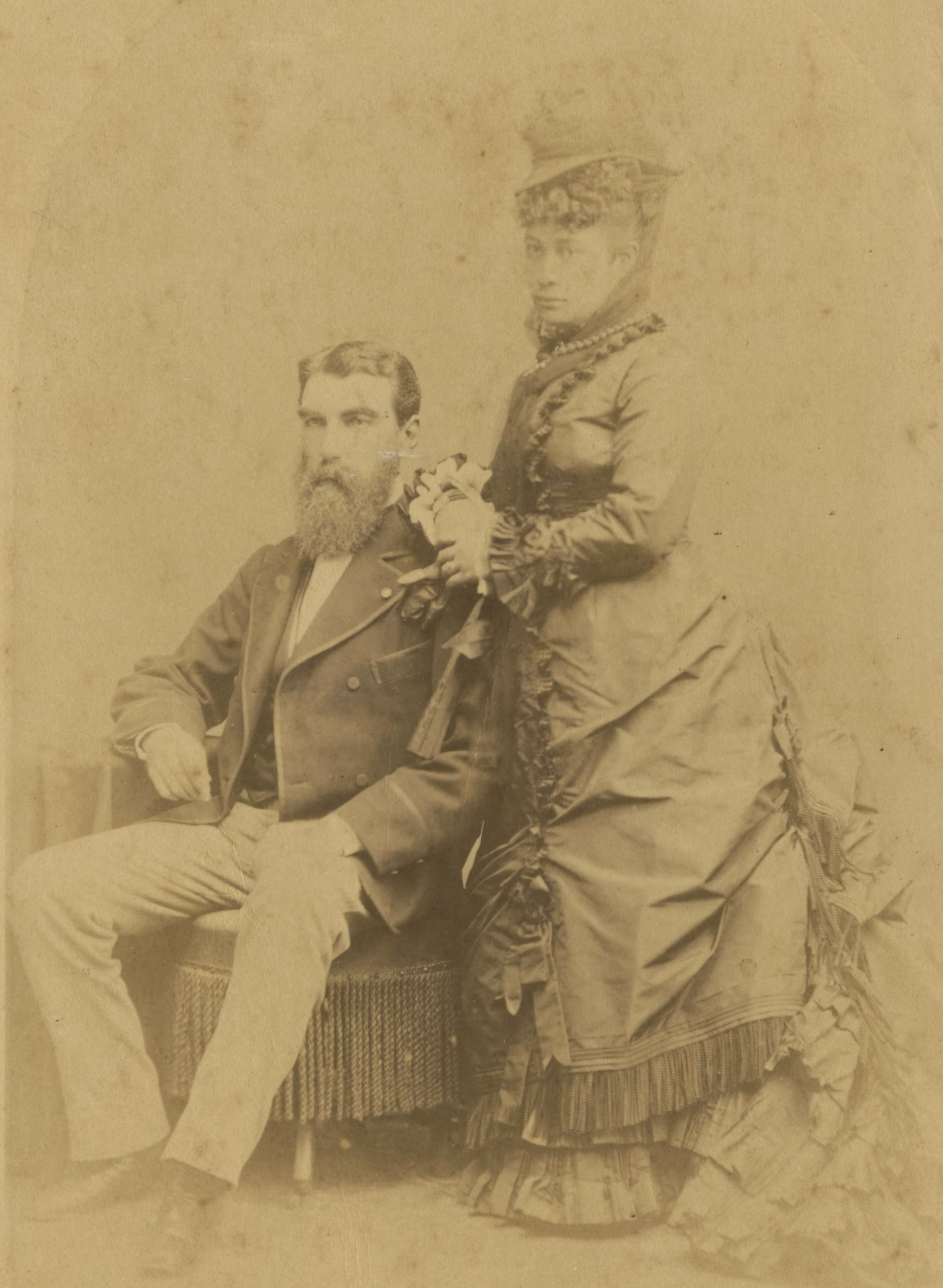
Likelike et son mari, Archibald Scott Cleghorn, dans les années 1870

Likelike épouse Archibald Scott Cleghorn, un homme d'affaires écossais presque deux fois plus âgé, le 22 septembre 1870 ; Cleghorn avait 35 ans et Likelike 19 ans. Ils se sont mariés lors d'une cérémonie anglicane présidée par le révérend Charles George Williamson, recteur de la cathédrale Saint-Andrew. Le mariage a lieu à Washington Place, la résidence de sa sœur Liliʻuokalani. Cleghorn a déjà trois filles avec sa maîtresse avant le mariage et Likelike les accepte.
Le couple vit initialement dans un manoir sur Emma Street, l'actuel site du Pacific Club, à Honolulu,. Likelike donne naissance à leur fille, Ka'iulani, le 16 octobre 1875. Lili'uokalani écrit que Ka'iulani « a été immédiatement reconnu comme l'espoir du peuple hawaïen, comme le seul héritier direct par naissance du trône ». Le futur héritier du trône tant attendu est baptisé par l'évêque Alfred Willis à la pro-cathédrale de St. Andrew's le 25 décembre 1875,. La princesse Ruth Keʻelikōlani, le roi et la reine sont ses parrains. Ke'elikōlani cède 4 hectares de ses terres à Waikīkī (en dehors d'Honolulu) à sa filleule. La famille vend sa propriété d'Honolulu en 1878 et déménage dans le quartier en bord de mer de Waikīkī, où Cleghorn construit un domaine familial nommé 'Āinahau (terre fraîche),,.
Kaʻiulani est le seul enfant du couple. Likelike fait une fausse couche en juin 1877 sur un navire en route vers San Francisco, en Californie, et fait peut-être une autre fausse couche après une chute de cheval avant sa maladie mortelle.
Comme le mariage de sa sœur Lydia avec John Owen Dominis, son mariage avec Cleghorn est doux-amer. Les gentlemen victoriens s'attendent à être le seigneur de leur château, de leurs serviteurs, de leurs enfants et de leurs épouses. La noblesse hawaïenne (aliʻi), cependant, est élevée pour gouverner les autres. Cleghorn est d'un tempérament bruyant et exigeant ; à plusieurs reprises, la princesse retourne sur l'île d'Hawaï et refuse de revenir jusqu'à ce qu'ils se réconcilient.
Likelike est vive et appréciée, et sa maison est ouverte aux personnes importantes du monde entier. Elle a la réputation d'être une hôtesse aimable dans son domaine d'Āinahau. Likelike suit les dernières modes, commandant des robes et des vêtements à San Francisco et à Paris. Elle est connue pour être impérieuse et colérique, frappant un jour un palefrenier avec un fouet pour ne pas avoir entretenu la voiture correctement polie. Likelike est baptisé et confirmé dans l'Église anglicane d'Hawaï en 1882,.

### Vie publique
Après son accession, le frère de Likelike, Kalākaua, lui confère des titres et des rangs royaux, ainsi qu'à leurs frères et sœurs. Les sœurs sont devenues la princesse Lydia Kamakaʻeha Dominis (Liliʻuokalani) et la princesse Miriam Likelike Cleghorn. Leur frère est devenu le prince William Pitt Leleiohoku. Ce dernier est nommé héritier du trône hawaïen, car Kalākaua et la reine Kapiʻolani n'ont pas d'enfants,,.
Après la mort de Leleiohoku le 9 avril 1877, Kalākaua proclame Liliʻuokalani héritier présomptif du trône. Likelike et sa fille sont les suivantes dans la succession. Kalākaua accorde le titre de princesse du royaume à Likelike par lettres patentes le 10 février 1883, reconnaissant également d'autres membres de sa famille qui utilisent leurs titres de courtoisie depuis 1873. Elle est classée en priorité derrière le roi et la reine, la reine douairière Emma et Lili'uokalani et son mari, John Owen Dominis, et au-dessus de son mari et de leur fille la princesse Ka'iulani. Likelike participe au couronnement de Kalākaua, neuf ans après le début de son règne, le 12 février 1883. Elle porte une robe de satin blanc brodé de perles et de plumes commandée à San Francisco,,.

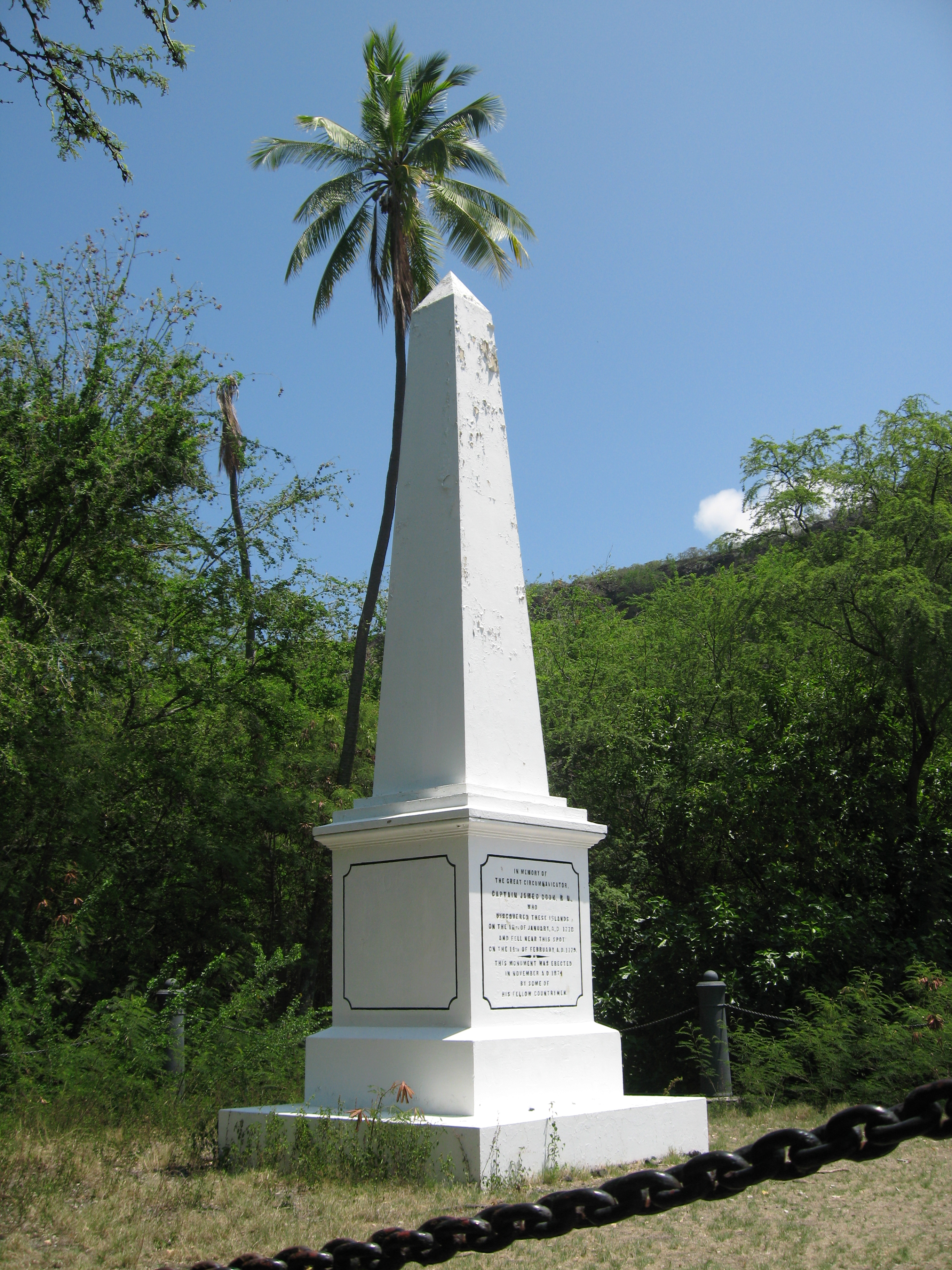
Le monument Cook dans la baie de Kealakekua

Le Monument Cook, un obélisque commémorant le débarquement du capitaine James Cook sur les îles hawaïennes, est inauguré en novembre 1874 à l'endroit où il est tué. La Grande-Bretagne et les États-Unis sont alors considérés comme des alliés qui empêchent la Russie de s’emparer du royaume. Le 26 janvier 1877, Likelike et Cleghorn cèdent leurs terres au Cook Monument dans la baie de Kealakekua en confiance au commissaire britannique à Hawaï James Hay Wodehouse et à ses héritiers ultérieurs pour un dollar pour garder et entretenir le monument. Bien que l'acte nomme Likelike et son mari, son seul signataire est Cleghorn. En raison du libellé de l'acte, Wodehouse et ses héritiers (et non le gouvernement britannique) deviennent propriétaires du terrain. L'erreur n'est découverte qu'en 1939, lorsque la succession Wodehouse transmet l'acte au gouvernement britannique pour 1 $.

#### Gouvernance
Le gouverneur Samuel Kipi décède en fonction le 11 mars 1879. Likelike est nommé son successeur le 29 mars et occupe ce poste jusqu'au 2 septembre 1880,,. Sa première réunion officielle en tant que gouverneur a lieu au palais de justice de Hilo le 31 mai. L'île d'Hawaï n'est pas étrangère à une femme gouverneur, puisque la princesse Ke'elikōlani (la marraine de Ka'iulani) avait occupé ce poste de 1855 à 1874. Au cours de son mandat, Likelike visite tous les districts de l'île et en particulieer Kona et Hilo,.
En avril 1880, la législature du Royaume accorde une allocation annuelle de 8 000 $ (une augmentation de 5 000 $ par rapport à son salaire de gouverneur) à Likelike à condition qu'elle démissionne de son poste de gouvernante d'Hawaï. Elle démissionne de son poste en septembre 1880 et la princesse Victoria Kinoiki Kekaulike (la sœur cadette de la reine Kapi'olani) est nommée à sa succession le 2 septembre de la même année,. La session législative de 1882 augmente son salaire annuel à 12 000 $ et attribue 5 000 $ à sa fille de sept ans, la princesse Kaʻiulani.

#### Philanthropie
Likelike s'implique dans un certain nombre de projets philanthropiques. Le 19 février 1874, elle crée et organise le Hui Hooulu a Hoola La Hui de Kalakaua I, une association caritative dont elle est la première présidente. Organisée une semaine après l'accession au trône de son frère, elle tire son nom de sa devise (« Hoʻoulu Lāhui » ; « accroître, restaurer, rétablir et faire progresser le lāhui [peuple] »). L'organisation fournit une assistance aux nécessiteux, notamment une aide financière, des vêtements, des soins médicaux ou un abri, de la nourriture et des enterrements familiaux. En 1886, Likelike aide sa sœur à fonder la Liliʻuokalani Educational Society, une organisation « destinée à intéresser les dames hawaïennes à la formation appropriée des jeunes filles de leur propre race dont les parents seraient incapables de leur donner des avantages par lesquels elles seraient préparées aux devoirs de la vie ». Elle dirige une division de l'organisation et Liliʻuokalani dirige l'autre. Elle soutient l'éducation des filles hawaïennes au Kawaiahaʻo Seminary for Girls et à l'école Kamehameha. Après la mort de Likelike, Liliʻuokalani assume la pleine direction de l'organisation,,.

### Voyages en Australie et aux États-Unis
Likelike voyage à l'étranger trois fois au cours de son mariage. Elle visite Auckland, Sydney et Melbourne d'août à décembre 1871 avec son mari lors de leur longue lune de miel et rencontre des gouverneurs et des fonctionnaires coloniaux. En 1877, pleurant la mort de son frère Leleiohoku, elle se rend à San Francisco pour sa santé et retourne à Honolulu sur le bateau à vapeur Likelike lors de son premier voyage entre la Californie et Hawaï. Likelike revisite San Francisco en 1884 avec le banquier hawaïen Charles Reed Bishop et la sœur hānai de Liliʻuokalani, Bernice Pauahi Bishop ; Bernice se rend en ville pour subir une intervention chirurgicale pour un cancer du sein, dont elle décède plus tard. Leur visite coïncide avec l'arrivée de la reine Marau, épouse du roi Pōmare V de Tahiti, en route pour Paris,. Avant sa mort, Likelike prévoit de se rendre à Monterey avec Kaʻiulani pour leur santé.

## Décès et funérailles nationales
Sa santé est fragile depuis des mois, mais ses médecins lui conseillent seulement de prendre l'air. Likelike devient plus faible et on lui conseille de se nourrir davantage. À la mi-janvier 1887, un grand banc de poissons aweoweo rouges est aperçu au large de l'île d'Hawaï, un présage dans les croyances hawaïennes indigènes qui prédisent la mort d'un membre de la royauté,. Likelike meurt le 2 février 1887 à 17h15 de cause inconnue à l'âge de 36 ans.
Des rumeurs circulent dans la communauté euro-américaine (haole) d'Hawaï selon lesquelles elle est morte de peur à cause de la superstition ou qu'elle est maudite à mort par un puissant kahuna 'anā'anā (magie noire) ou qu'elle se sacrifie à la déesse Pelé pour arrêter l'éruption du Mauna Loa en 1887,,. Cependant, selon ses conseillers médicaux, en suivant leur indication à se nourrir davantage, il n'y avait pas de raisons qu'elle n'ait pas retrouvé ses forces.
Selon la légende hawaïenne, Likelike demande à voir Ka'iulani sur son lit de mort et, lors de ses derniers instants, elle prophétise que Ka'iulani quittera Hawaï pour longtemps, ne se mariera jamais et ne deviendra jamais reine,. Kaʻiulani fait ses études en Angleterre de 1889 à 1897. Elle est déclarée héritière présomptive du trône hawaïen sous le règne de sa tante, la reine Liliʻuokalani. Après le renversement du royaume hawaïen en 1893, Ka'iulani se rend de Londres à Washington et convainc le président américain Grover Cleveland de tenter de restaurer la monarchie. Cleveland envoie le commissaire James Henderson Blount pour enquêter sur le renversement et tenter, sans succès, de restaurer la reine. Ka'iulani retourne à Hawaï en 1897 et assiste à l'annexion des îles hawaïennes par les États-Unis le 12 août 1898. Elle meurt de rhumatismes à 'Āinahau le 6 mars 1899,.

### Funérailles et enterrement

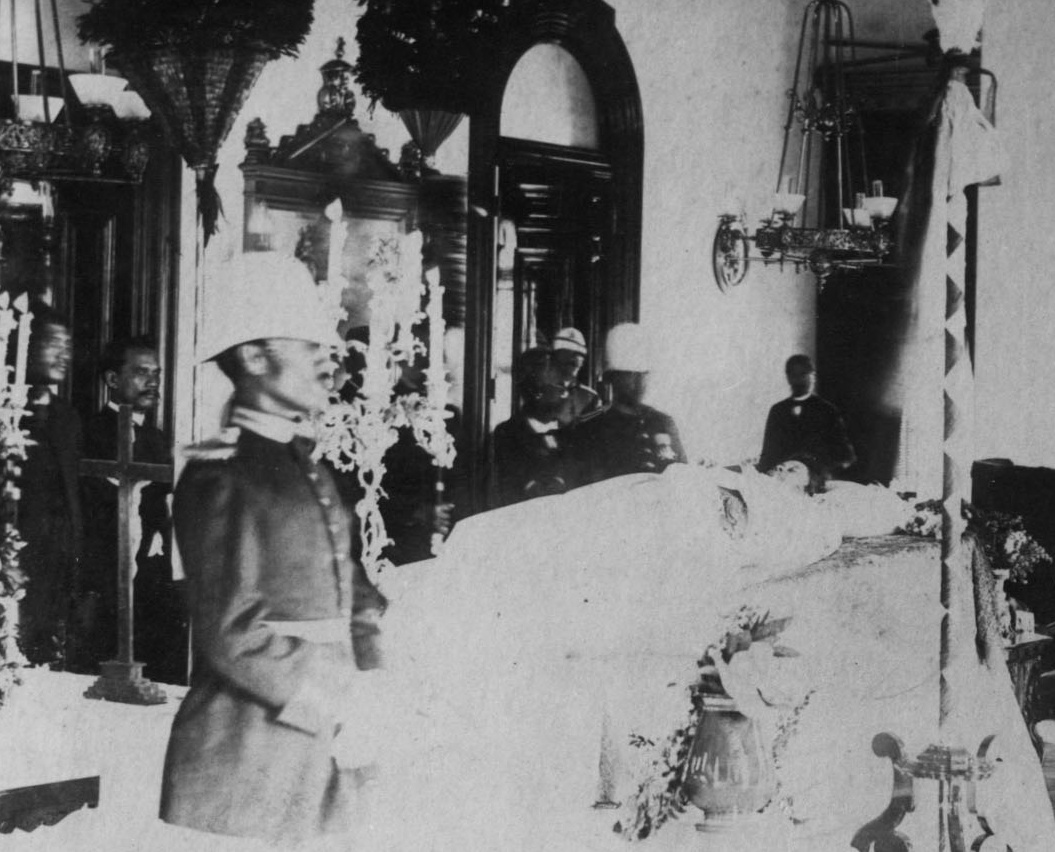
Likelike gisant au palais 'Iolani

Le protocole hawaïen stipule que le corps d'un ali'i ne peut être déplacé qu'après minuit après son décès et doit être enterré le jour du sabbat. Conformément à ces croyances, le corps de Likelike est déplacé peu après minuit le 3 février et arrive au palais Iolani vers 2h du matin. Elle est placée sur un catafalque dans la salle du trône, où elle reste en état jusqu'au lendemain après-midi. La princesse est recouverte d'un linceul de satin, avec des kāhili des deux côtés. Une veillée privée est organisée pour la famille royale et les dignitaires du gouvernement avant la veillée publique, et les bureaux du gouvernement sont fermés. Les funérailles de Likelike ont lieu des semaines plus tard, après l'embaumement de son corps.
Les funérailles ont lieu dans la salle du trône le dimanche 27 février. Les porteurs du kāhili s'agitent continuellement depuis le 3 février, et aucun hula ne trouble la solennité. L'évêque Willis et le révérend Alexander Macintosh célèbrent les offices quotidiens pendant cette période de 24 jours. Un grand cortège funèbre suit, dont les participants sont pour la plupart des Hawaïens. Likelike est enterrée dans le mausolée royal de Mauna 'Ala. Son cercueil est placé à la tête du mausolée principal, au centre d'une rangée d'autres cercueils,. Des photographes et un dessinateur immortalisent l'événement.
Les funérailles de Likelike coûtent 30 337,54 $ en dollars hawaïens, ce qui déclenche une enquête. Le comité législatif des finances étudie les dépenses funéraires passées des membres de la famille royale hawaïenne et conclut que les coûts « sont sans précédent dans l'histoire des funérailles d'État dans ce pays » et « qu'il s'agissait d'une totale imprudence, d'une anarchie et d'un manque d'autorisation appropriée dans les dépenses engagées ». Environ 22 000 $ du coût total sont consacrés aux vêtements des plus de 1 600 personnes en deuil. Le comité recommande que la législature approuve un paiement de 10 772,71 $, le reste devant être payé par les fiduciaires de la succession du roi. Les funérailles d'État précédentes, pour la reine douairière Emma en 1885, ont coûté 5 965,98 $ ; quatre ans plus tard, les funérailles nationales de Kalākaua bénéficiant d'une plus grande surveillance financière ont coûté 21 442 $.
Lors d'une cérémonie du 24 juin 1910 présidée par la sœur de Likelike, la reine Liliʻuokalani et les restes des membres décédés de la dynastie Kalākaua sont transférés dans la crypte souterraine de Kalākaua après que le mausolée principal ait été transformé en chapelle,.

## Postérité

### Compositions musicales

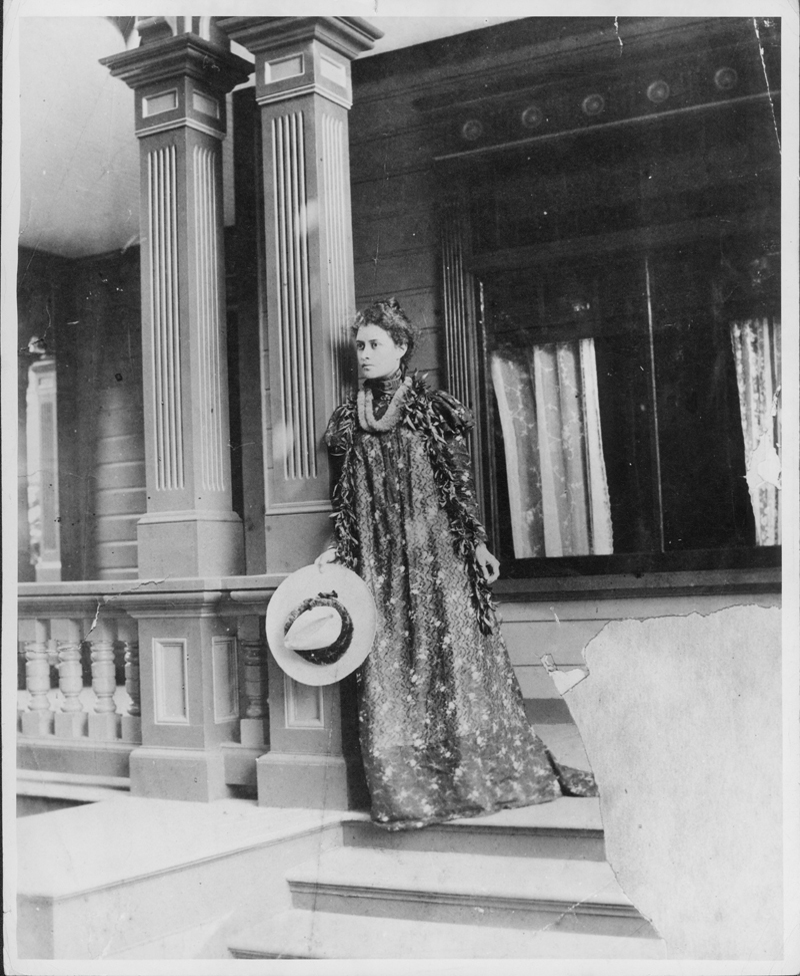
La fille de Likelike, Ka'iulani, à 'Âinahau, vers 1898.

Likelike apprend la musique dès son enfance et apprend à jouer du piano, de la guitare et du ukulélé. Faisant partie des premiers membres de l'entourage de sa sœur, Liliʻuokalani, la musique définit leur vie sociale dans le cercle royal. En 1877, Liliʻuokalani compose Aloha ʻOe sur la séparation de deux amants à Maunawili ; des historiens ultérieurs émettent l'hypothèse que la chanson parlait de Likelike et d'un homme inconnu,,. Sanoe (une autre composition royale de la dame d'honneur de Likelike, Elizabeth Keawepoʻoʻole Sumner et Liliʻuokalani) fait allusion à une histoire d'amour secrète entre un inconnu et une femme mariée à la cour royale,.
Les deux sœurs fondent un groupe choral royal, Hui Himeni Kaohuokalani (le Kaohuokalani Singing Club ou Kaohuokalani Singing Association), au début du règne de leur frère,. Ils participent à des concours choraux avec des groupes fondés par leurs frères,. Le groupe compose un certain nombre de kanikau (chants funèbres) pour les funérailles de la princesse Likelike en 1887, y compris des chansons de Liliʻuokalani et des dames d'honneur Kapoli Kamakau et Eliza Wood Holt,. Kamakau compose "Imi Ia Ka Lani" ("Le Céleste est recherché") en hommage à Likelike à sa mort.
Peu de compositions de Likelike survivent, comparées à celles de ses frères et sœurs. Elle signe plusieurs de ses mele (chansons) avec le nom de "Kapili". Les compositions survivantes notables incluent Âinahau  (une ode à sa maison, où elle compose la plupart de ses œuvres) et Ku'u Ipo Ika He'e Pue One (Mon coeur, ou mon aimé), également connu sous le nom de Ka 'Owē A Ke Kai, qui, selon Kanahele, est écrit pour un amant qu'elle n'a jamais épousé. D'autres chansons incluent Maikaʻi Waipiʻo, ʻAia Hiki Mai et Lei Ohaoha,.
Likelike et ses frères et sœurs sont reconnus par le Temple de la renommée de la musique hawaïenne sous le nom de Na Lani ʻEhā (Les Quatre Célestes) pour leur parrainage et leur enrichissement de la culture et de l'histoire musicales d'Hawaï,. Selon Kanahele, Likelike est la moins connue des quatre membres de la famille royale :

« La princesse Likelike est peut-être la moins reconnue des compositeurs royaux. Cet état de fait est probablement dû autant à son statut tertiaire dans la hiérarchie royale qu'à ses talents musicaux et à ses réalisations. Néanmoins, ses compositions, bien que peut-être moins nombreuses que celles de ses frères et sœurs, trouvent encore aujourd'hui un large public »

.

### Mémoriaux
La rue Likelike, près du palais original 'Iolani, est nommée en l'honneur de la princesse en 1874. Après la construction du deuxième palais au même endroit, Likelike Gate (qui fait face à Likelike Street) est nommée en son honneur et utilisée comme entrée privée pour les membres de la famille royale,.
Le service postal hawaïen émet des timbres-poste d'un cent bleu sur vert avec un portrait de Likelike en 1882. Ils sont utilisés jusqu'en 1894.
Le bateau à vapeur Likelike, du nom de la princesse, est lancé le 2 août 1877 depuis San Francisco et arrive à Honolulu le 14 août. Vendu à l'homme d'affaires Samuel Gardner Wilder et utilisé pour le transport inter-îles, il fait naufrage en 1897 au large de Keawe'ula sur l'île d'Hawaï,.
Une fenêtre de la cathédrale Saint-André d'Honolulu est dédiée à Likelike par sa fille, Kaʻiulani. Plusieurs endroits à Hawaï portent le nom de la princesse, notamment Likelike Highway  et Likelike Elementary School.

#### Livres et revues
- Helena G. Allen, The Betrayal of Liliuokalani: Last Queen of Hawaii, 1838–1917, Glendale, CA, Arthur H. Clark Company, 1982 (ISBN 978-0-87062-144-4, lire en ligne)
- Sandra Bonura et Sally Witmer, « Lydia K. Aholo — Her Story Recovering the Lost Voice », Hawaiian Historical Society, Honolulu, vol. 47,‎ 2013, p. 103–145 (hdl 10524/36266)
- John R. K. Clark, Hawaii Place Names: Shores, Beaches, and Surf Sites, University of Hawai'i Press, 2002 (ISBN 978-0-8248-6278-7, lire en ligne)
- Thomas A. K. Cleghorn, Nellie Yarnell Maxwell Cleghorn, Dorothy Argow et Katherine B. Allen, « Thomas Alexander Kaulaahi Cleghorn », The Watumull Foundation, Oral History Project, Honolulu,‎ 1979, p. 1–82 (hdl 10524/48595)
- Kealani Cook, Return to Kahiki: Native Hawaiians in Oceania, Cambridge, Cambridge University Press, 2018 (ISBN 978-1-108-16914-1, lire en ligne)
- Amos Francis Cooke, « The Story of Hawaiian Stamps (Continued) », The Mid-Pacific Magazine, Honolulu, T. H., A. H. Ford; Pan-Pacific Union, Pan-Pacific Research Institution,‎ 1913, p. 451–456 (lire en ligne)
- John Wesley Coulter, « Great Britain in Hawaii: The Captain Cook Monument », The Royal Geographical Society, London, vol. 130, no 2,‎ juin 1964, p. 256–261 (DOI 10.2307/1794586, JSTOR 1794586)
- Hawaiian National Bibliography, 1780–1900, Volume 4: 1881–1900, vol. 4, Honolulu, University of Hawaii Press, 2003 (ISBN 978-0-8248-2636-9, lire en ligne)
- David L. Gregg, The Diaries of David Lawrence Gregg: An American Diplomat in Hawaii, 1853–1858, Honolulu, Hawaiian Historical Society, 1982 (ISBN 9780824808617, lire en ligne)
- James L. Haley, Captive Paradise: A History of Hawaii, New York, St. Martin's Press, 2014 (ISBN 978-0-312-60065-5, lire en ligne)
- Wm C. (William C. ) Hodges, The passing of Liliuokalani : preceded by A brief historical interpretation of the life of Liliuokalani of Hawaii, Honolulu : Honolulu Star Bulletin, 1918 (lire en ligne)
- Peter Kaeo et Queen Emma, News from Molokai, Letters Between Peter Kaeo & Queen Emma, 1873–1876, Honolulu, The University Press of Hawaii, 1976 (ISBN 978-0-8248-0399-5, hdl 10125/39980)
- Dailybulletin, Constitution & by-laws of the Ahahui hooulu a hoola society, Daily bulletin steam printing office, 1888 (lire en ligne)
- Ralph Thomas Kam, Death Rites and Hawaiian Royalty: Funerary Practices in the Kamehameha and Kalakaua Dynasties, 1819–1953, S. I., McFarland, Incorporated, Publishers, 2017 (ISBN 978-1-4766-6846-8, lire en ligne)
- Stacy L. Kamehiro, The Arts of Kingship: Hawaiian Art and National Culture of the Kalākaua Era, Honolulu, University of Hawaii Press, 2009 (ISBN 978-0-8248-3263-6, lire en ligne)
- George S. Kanahele, Emma: Hawaii's Remarkable Queen, Honolulu, University of Hawaii Press, 1999 (ISBN 978-0-8248-2240-8, lire en ligne)
- George S. Kanahele, Hawaiian Music and Musicians: An Illustrated History, University Press of Hawaii, 1979 (ISBN 978-0-8248-0578-4, lire en ligne )
- George S. Kanahele, Pauahi: The Kamehameha Legacy, Honolulu, Kamehameha Schools Press, 2002 (1re éd. 1986) (ISBN 978-0-87336-005-0, lire en ligne [archive du 27 septembre 2015])
- Ralph Simpson Kuykendall, The Hawaiian Kingdom 1854–1874, Twenty Critical Years, vol. 2, Honolulu, University of Hawaii Press, 1953 (ISBN 978-0-87022-432-4, lire en ligne [archive du 13 décembre 2014])
- Ralph Simpson Kuykendall, The Hawaiian Kingdom 1874–1893, The Kalakaua Dynasty, vol. 3, Honolulu, University of Hawaii Press, 1967 (ISBN 978-0-87022-433-1, lire en ligne [archive du 20 janvier 2015])
- Anwei Skinsnes Law, Kalaupapa: A Collective Memory, University of Hawai'i Press, 2012 (ISBN 978-0-8248-6580-1, lire en ligne [archive du 26 octobre 2016])
- Liliʻuokalani, Hawaii's Story by Hawaii's Queen, Liliuokalani, Boston, Lee and Shepard, 1898 (ISBN 978-0-548-22265-2, lire en ligne)
- Liliuokalani Education Society, Letters of Condolence and Resolutions on the Death of Princess Likelike, Wife of A.S. Cleghorn, 1887 (lire en ligne)
- Sharon Linnea, Princess Kaʻiulani: Hope of a Nation, Heart of a People, Grand Rapids, MI, Eerdmans Young Readers, 1999 (ISBN 978-0-8028-5088-1, lire en ligne)
- Lorenzo Lyons, Makua Laiana: The Story of Lorenzo Lyons, Lovingly Known to Hawaiians as Ka Makua Laiana, Haku Mele O Ka Aina Mauna (Father Lyons, Lyric Poet of the Mountain Country), Honolulu, Privately printed, Honolulu Star-Bulletin, 1945 (lire en ligne)
- John F. Mcdermott, Zita Cup Choy et Anthony P. S. Guerrero, « The Last Illness and Death of Hawaiʻi's King Kalākaua: A New Historical/Clinical Perspective Cover », Hawaiian Historical Society, Honolulu, vol. 49,‎ 2015, p. 59–72 (DOI 10.1353/hjh.2015.0002 , hdl 10524/56606, lire en ligne [archive du 1er août 2018], consulté le 20 août 2018)
- Colin Newbury, « Patronage and Bureaucracy in the Hawaiian Kingdom, 1840–1893 », Brigham Young University, Hawaii Campus, Laie, HI, vol. 24, nos 1–2,‎ 2001, p. 1–38 (ISSN 0275-3596, lire en ligne [archive du 15 avril 2012])
- David "Kawika" Parker, Tales of Our Hawaiʻi, Honolulu, Alu Like, Inc, 2008 (lire en ligne [archive du 11 novembre 2013]), « Crypts of the Ali`i The Last Refuge of the Hawaiian Royalty »
- Notable Women of Hawaii, Honolulu, University of Hawaii Press, 1984 (ISBN 978-0-8248-0820-4, lire en ligne)
- Elizabeth Kekaaniauokalani Kalaninuiohilaukapu Pratt, History of Keoua Kalanikupuapa-i-nui: Father of Hawaii Kings, and His Descendants, with Notes on Kamehameha I, First King of All Hawaii, Honolulu, Honolulu Star-Bulletin, 1920 (lire en ligne [archive du 3 mai 2016])
- Henry Bond Restarick, Hawaii, 1778–1920, from the Viewpoint of a Bishop: Being the Story of English and American Churchmen in Hawaii with Historical Sidelights, Honolulu, Paradise of the Pacific, 1924 (lire en ligne [archive du 27 juillet 2018])
- Shirley Sebree, Pele's tears: reclaiming the lost gems of Hawaiian music in western music styles, New York, Vantage Press, 1994 (ISBN 978-0-533-10631-8, lire en ligne)
- Albert Pierce Taylor, Under Hawaiian Skies: A Narrative of the Romance, Adventure and History of the Hawaiian Islands, Honolulu, Advertiser Publishing Company, Ltd, 1922 (lire en ligne)
- Albert Pierce Taylor, The Rulers of Hawaii, The Chiefs and Chiefesses, Their Palaces, Monuments, Portraits and Tombs, Honolulu, Advertiser Publishing Company, 1927 (lire en ligne [archive du 23 janvier 2017])
- John Renken Kahaʻi Topolinski, « Musical Diggings – The Sumner Family », The Hawaiian Music Foundation, Honolulu, vol. II, no 3,‎ mars 1976, p. 3–8 (lire en ligne)
- Jim Tranquada et John King, The ʻUkulele: A History, Honolulu, University of Hawaii Press, 2012 (ISBN 978-0-8248-3544-6, lire en ligne [archive du 5 mars 2017] )
- Else Waldron, Honolulu 100 Years Ago, Honolulu, Fisher Print Company, 1967 (lire en ligne [archive du 9 juillet 2020])
- Nancy Webb et Jean Francis Webb, Kaiulani: Crown Princess of Hawaii, Honolulu, Mutual Publishing, 1998 (1re éd. 1962) (ISBN 978-1-56647-206-7, lire en ligne )
- Julie Stewart Williams, From the Mountains to the Sea: Early Hawaiian Life, Kamehameha Schools Press, 1997 (ISBN 0-87336-030-3, lire en ligne [archive du 19 juin 2015])
- Kristin Zambucka, The High Chiefess: Ruth Keelikolani, Honolulu, Mana Publishing Company, 1977 (lire en ligne)
- Kristin Zambucka, Princess Kaiulani Of Hawaii, Honolulu, Mutual Publishing, 1998 (ISBN 978-1-56647-710-9, lire en ligne [archive du 13 juin 2020])

#### Journaux et sources en ligne
- Russ Apple et Peg Apple, « This Day In Our Hawaiian Heritage », Honolulu-Star Advertiser, Honolulu,‎ 22 septembre 1970, p. 20 (lire en ligne, consulté le 4 juillet 2018)
- « At Rest », The Independent, Honolulu,‎ 11 mars 1903, p. 2 (lire en ligne [archive du 5 mars 2016], consulté le 30 juillet 2018)
- « By Authority », The Hawaiian Gazette, Honolulu,‎ 2 avril 1879, p. 2 (lire en ligne, consulté le 1er mai 2020)
- « By Authority », The Pacific Commercial Advertiser, Honolulu,‎ 4 septembre 1880, p. 3 (lire en ligne, consulté le 1er mai 2020)
- « By Authority », The Pacific Commercial Advertiser, Honolulu,‎ february 17, 1883a, p. 5 (lire en ligne [archive du 8 novembre 2017], consulté le 15 octobre 2017)
- « A Hawaiian Chief Dies of the Asthma », The Honolulu Advertiser, Honolulu,‎ 8 août 1909, p. 6 (lire en ligne [archive du 26 juillet 2018], consulté le 4 juillet 2018)
- « In Memoriam, Princess Likelike », The Hawaiian Gazette, Honolulu,‎ 15 février 1887, p. 1 (lire en ligne [archive du 30 décembre 2018], consulté le 29 décembre 2018)
- Jeff Hawe, « Ahead of Her Time », Hawaii Business Magazine, Honolulu,‎ 7 août 2018 (lire en ligne [archive du 3 janvier 2019], consulté le 2 janvier 2019)
- Kapiikauinamoku, « Likelike Was Cherished By Kamehameha Dynasty – The Story of Hawaiian Royalty », The Honolulu Advertiser, Honolulu,‎ 28 novembre 1955, p. 20 (lire en ligne, consulté le 4 juillet 2018)
- Kapiikauinamoku, « Peleuli II Brought Up In Kamehamehaʻs Court – The Story of Maui Royalty », The Honolulu Advertiser, Honolulu,‎ 21 juin 1956, p. 18 (lire en ligne, consulté le 4 juillet 2018)
- « Likelike, Princess office record » [archive du 21 juillet 2011], sur digital archives, State of Hawaii (consulté le 20 décembre 2009)
- « Married », The Pacific Commercial Advertiser, Honolulu,‎ 24 septembre 1870, p. 2 (lire en ligne [archive du 17 décembre 2018], consulté le 4 juillet 2018)
- « Notes of the Week », The Pacific Commercial Advertiser, Honolulu,‎ 25 avril 1874, p. 3 (lire en ligne, consulté le 10 mai 2020)
- « Obituary of Kaiulani », The Pacific Commercial Advertiser, Honolulu,‎ 13 mars 1899, p. 1–3 (lire en ligne, consulté le 4 mai 2020)
- « The Oldest Government Officer », The Pacific Commercial Advertiser, Honolulu,‎ 15 avril 1892, p. 3 (lire en ligne [archive du 1er juillet 2020], consulté le 1er mai 2020)
- The Pacific Commercial Advertiser, Coronation of the King and Queen of the Hawaiian Islands, at Honolulu, Monday, Feb 12th 1883, Honolulu, Printed at the Advertiser Steam Printing House, 1883b (lire en ligne)
- « The Weird Ceremonial of Monarchial Times Marked Transfer of Kalakaua Dynasty Dead to Tomb », The Hawaiian Gazette, Honolulu,‎ 28 juin 1910, p. 2 (lire en ligne [archive du 18 octobre 2014], consulté le 25 juin 2013)
- Marjorie J. Scott, « Contributions of royal family recognized », The Honolulu Advertiser, Honolulu,‎ 8 septembre 1995, p. 17 (lire en ligne [archive du 30 juillet 2018], consulté le 4 juillet 2018)
- Clarice B. Taylor, The Fabulous Holts, Honolulu, 1954 (lire en ligne [archive du 8 décembre 2016])
- Clarice B. Taylor, « Little Tales All About Hawaii – Kunuiakea Is Raised As a Future Prince – No. 18 », Honolulu Star-Bulletin, Honolulu,‎ 3 février 1951, p. 44 (lire en ligne, consulté le 29 décembre 2018)
- Clarice B. Taylor, « Little Tales All About Hawaii – Keohokalole Has A Family of 11 – No. 15 », Honolulu Star-Bulletin, Honolulu,‎ 15 juin 1951, p. 26 (lire en ligne, consulté le 29 décembre 2018)